# Batrichthys apiatus
Batrichthys apiatus är en fiskart som först beskrevs av Valenciennes, 1837.  Batrichthys apiatus ingår i släktet Batrichthys och familjen paddfiskar. Inga underarter finns listade.